# エデン (アニメ)
『エデン』は、Qubic PicturesとCGCGの共同制作によるオリジナルテレビアニメ。2021年5月27日よりNetflixにて全世界独占配信された。
人間が姿を消した数千年後の未来を舞台に、2体のロボットに愛され育てられた少女が世界に隠された謎に立ち向かうSFアドベンチャー。

## 概要
本作は、アメリカ人プロデューサーのジャスティン・リーチが長年温めてきた構想を、日本の監督やキャラクターデザイナー、台湾の制作会社などインターナショナルな体制で実現させた作品。『鋼の錬金術師 FULLMETAL ALCHEMIST』を手掛けた入江泰浩を監督に迎え、キャラクターデザインを『カウボーイビバップ』の川元利浩、コンセプトデザインを『ひるね姫 〜知らないワタシの物語〜』のクリーチャーデザインを手がけたフランス出身のクリストフ・フェレラ、アートディレクターは『上海バットマン』のクローバー・シェ、音楽はオーストラリアのケビン・ペンキンが担当した。ロボットのデザインについては、以前、リーチの別の企画で竹内敦志が描いたものをそのまま生かしている。アニメーション制作は台湾の3DCG制作会社CGCGと2018年にリーチが東京に設立したアニメ制作会社Qubic Picturesが手掛けた。
監督の入江は共同プロデューサーの長谷川博美の推薦で参加し、川元はリーチの古くからの知り合いで、彼の方から声をかけた。
最初の時点でリーチの中にすでに世界観があり、そこから入江監督との話し合いでストーリーを構築していった。1話25分×4本という総尺と1エピソードあたり300カット以内というカット数も、3DCG会社との間で決まっていた。
CGCGがドリームワークスやルーカスフィルムで得た西洋型のアニメ制作の経験を生かして描いた3D画像を、入江や川元が修正して日本アニメのタッチを再現している。それによって3DCGでありながら2Dのようなルックと動きを見せる仕上がりになっている。
声の収録は2回あった。2017年に作画のガイドとなるプレスコでの収録をしたあと、2018年に改めて全4話のアフレコを行った。手描きのアニメの場合はまず作画してからアニメーターや演出家がタイミングを作り、そこに声を乗せるが、本作はフル3DCGアニメーションであるため、ガイドとなる音声に合わせてアニメーションを作るという手順になった。また最初の録音の際には声優の顔も撮影して、キャラクターがセリフを喋る時の作画の参考にした。
劇伴はケビン・ペンキンが担当した。ラフな状態の映像を見ながらフィルムスコアリングのような形で作り上げた。

## あらすじ
はるか以前に人類が姿を消し、ロボットだけが暮らす自然豊かな世界「エデン3」。そこで農業用ロボットとして暮らしていたE92とA37は、偶然見つけたカプセルの中に入っていた人間の女の子の赤ちゃん・サラを眠りから目覚めさせてしまう。人間が悪とされているこの世界ではサラが危険だと考えた2体は、彼女をエデンの外でひそかに育てることにした。成長したサラはある日、ロボットだけしかいないはずの「エデン3」から自分を呼ぶ声があることに気づき、その謎に迫って行く。

## 登場人物
声優は日本語版/英語版の順番に記載
サラ
声 - 高野麻里佳/ルビー・ローズ・ターナー
本作の主人公。
E92
声 - 伊藤健太郎/デヴィッド・テナント
サラの「パパ」であるロボット。
A37
声 - 氷上恭子/ロザリオ・ドーソン
サラの「ママ」であるロボット。
ゼロ
声 - 山寺宏一/ニール・パトリック・ハリス
人類を滅ぼすことを目指すAI。
S566
声 - 新垣樽助/JP・カーリアック
サラから「ジョーおじさん」と呼ばれているロボット。
チューリヒ
声 - 桑原由気/カサンドラ・モリス
ジュネーブ
声 - 甲斐田裕子/ジュリー・ネイサンソン
ゼロの補佐役であるAI。

## スタッフ
- 企画・製作 - Netflix
- 監督 - 入江泰浩[9]
- キャラクターデザイン - 川元利浩
- 脚本 - うえのきみこ
- コンセプトデザイン - クリストフ・フェレラ
- アートディレクター - クローバー・シェ
- 音楽 - ケビン・ペンキン
- 原案・プロデューサー - ジャスティン・リーチ[10]、長谷川博美
- アニメーション制作 - CGCG、Qubic Pictures

## 漫画
磯本つよしによるコミカライズ版が『月刊ヤングキングアワーズGH』（少年画報社）にて2021年4月号から2022年4月号まで連載（全13話）された後、単行本化された。また同年4月30日発売の『別冊コロコロコミックSpecial6月号 ミラコログランプリ春』（小学館）には、山田一喜による特別漫画が掲載された。
- Netflix（原作）・ジャスティン・リーチ（原案）・磯本つよし（漫画）『エデン』少年画報社〈ヤングキングコミックス〉、全2巻
  1. 2021年8月16日発売[12][13]、ISBN 978-4-7859-6972-1
  2. 2022年4月15日発売[14]、ISBN 978-4-7859-7121-2